# Emmelia citrelinea
Emmelia citrelinea is een vlinder van de familie van de uilen (Noctuidae). De wetenschappelijke naam van deze soort is voor het eerst voorgesteld als Cardiosace citrelinea door George Thomas Bethune-Baker in een publicatie uit 1911.
De soort komt voor in tropisch Afrika waaronder Mali, Senegal, Gambia, Guinee, Sierra Leone, Ivoorkust, Burkina Faso, Niger, Ghana, Togo, Nigeria, Gabon, Centraal Afrikaanse Republiek, Congo-Brazzaville, Congo-Kinshasa, Oeganda en Angola.